# 2335 James
2335 James eller 1974 UB är en asteroid i huvudbältet som korsar Mars omloppsbana. Den upptäcktes 17 oktober 1974 av den amerikanske astronomen Eleanor F. Helin vid Palomarobservatoriet. Den är uppkallad efter den amerikanske matematikern James G. Williams.
Asteroiden har en diameter på ungefär 6 kilometer.